# Parque Marítimo del Mediterráneo
El Parque marítimo del Mediterráneo es un complejo de ocio de unos 56 000 m² situado en la ciudad autónoma de Ceuta. Consta de tres lagos artificiales de agua salada, filtrada directamente desde el mar. Estos son aptos para el baño durante los meses de primavera y verano (abril-septiembre). Contiene jardines, cascadas ornamentales, zonas para tomar el sol, pistas de pádel, un escenario donde se realizan conciertos y espectáculos y varios establecimientos de ocio (bares, restaurantes, pubs, un casino, una discoteca, etc)
Fue diseñado por el artista César Manrique, nacido en Lanzarote e inaugurado en 1995, casi tres años después de la muerte de este. Fue proyectado y se construyó bajo la dirección de los Ingenieros de Caminos Juan Alfredo Amigó Bethencourt y José Luis Olcina Alemany.
Es una obra similar al Lago Martiánez en el Puerto de la Cruz (Tenerife), y al Parque Marítimo César Manrique en la ciudad de Santa Cruz de Tenerife, diseñado también por César Manrique y proyectado y dirigidas sus obras por los mismos Ingenieros Amigó  y Olcina, dos décadas antes que el Parque del Mediterráneo.
En el centro del complejo se encuentra un edificio singular, ya que imita a las Murallas Reales de Ceuta y a su foso de San Felipe. Este edificio alberga el casino, una discoteca y un restaurante.